# 셰룽제
셰룽제(중국어 정체자: 謝龍介, 병음: Xìe Lóngjìe, 한자음: 사룡개, 1961년 10월 3일~)는 중화민국의 정치인으로, 2024년 비례대표로 출마하여 입법위원으로 당선되었다.